# Daniel Chacón
Daniel Alonso Chacón Salas (Turrialba, Cartago, Costa Rica, 11 de abril de 2001) es un futbolista costarricense que juega como defensa en la Liga Deportiva Alajuelense de la Primera División de Costa Rica.

## Trayectoria
Dio los primeros pasos en el fútbol en el equipo del barrio de su padre llamado «La Suiza F.C.», jugando como volante de contención y donde ganó su primer torneo. Al dar el salto a Cartaginés a los 12 años, su abuelo, José Octavio Salas, se convirtió en la persona que lo llevó y lo acompañó a cada entrenamiento, desde Turrialba hasta Cartago. Chacón es producto de la cantera blanquiazul y en su formación ganó dos títulos con la categoría Sub-17 y uno con el alto rendimiento.

### C. S. Cartaginés
Fue el entrenador Adrián Leandro el encargado de hacer debutar al canterano el día 19 de noviembre de 2017, en un partido que enfrentó a Pérez Zeledón en el Estadio "Fello" Meza. Chacón jugó los últimos minutos de reposición de la victoria por 2-0.
Su primer gol lo marcó el 27 de septiembre de 2020 —de cabeza tras un tiro libre de Ryan Bolaños desde el costado izquierdo— en una victoria en el Torneo de Apertura contra el Deportivo Saprissa en Cartago. Su consolidación en el puesto hizo que el Estoril Praia de Portugal mostrara interés para llevarse al jugador, negociando un posible préstamo con opción de compra, pero dichas conversaciones no llegaron a un acuerdo.
En enero de 2022, trascendió el interés de un club de Bélgica que lo venía siguiendo desde meses antes.

### Colorado Rapids 2
El 15 de junio de 2022, el Colorado Rapids 2 de Estados Unidos anunció su fichaje para tenerlo en sus filas a partir de julio, al momento de la apertura del mercado de transferencias.

## Selección nacional

### Categorías inferiores
En rueda de prensa dada por el seleccionador Breansse Camacho el 18 de septiembre de 2017, se determinó el llamado de Daniel para la realización de la Copa Mundial Sub-17. El 7 de octubre se desarrolló la primera jornada para su país en el Mundial de la India, precisamente en el Estadio Fatorda de la ciudad de Margao, contra el conjunto de Alemania. Chacón quedó en la suplencia y las cifras de 2-1 decretaron la derrota de los costarricenses. Tres días después se disputó el cotejo frente a Guinea en el mismo escenario deportivo. A diferencia del partido anterior, Daniel hizo su debut al entrar tras el descanso por Ronnier Bustamante y la igualdad a dos tantos prevaleció, de esta manera su selección consiguió el primer punto en el certamen. El 13 de octubre fue titular y completó la totalidad de los minutos en la pérdida de 0-3 ante Irán. El bajo rendimiento mostrado durante las tres fechas del grupo C, tuvo como consecuencia la eliminación de su escuadra en el cuarto sitio de la tabla.

#### Participaciones en juveniles
| Competición                 | Sede  | Resultado      | Partidos | Goles |
| --------------------------- | ----- | -------------- | -------- | ----- |
| Copa Mundial Sub-17 de 2017 | India | Fase de grupos | 2        | 0     |

### Selección absoluta
El 21 de enero de 2022, el jugador recibió su primera convocatoria a la Selección de Costa Rica dirigida por Luis Fernando Suárez, para afrontar la serie de tres juegos eliminatorios de la fecha FIFA. Su debut como internacional absoluto se produjo con 20 años el 30 de enero en el empate 0-0 contra México en el Estadio Azteca, al reemplazar a Yeltsin Tejeda en los últimos cinco minutos del tiempo regular. Alineó por primera vez como titular y completó la totalidad de los minutos el 30 de marzo frente a Estados Unidos (victoria 2-0).
El 13 de mayo de 2022, fue convocado a la lista de Suárez para la preparación de cara a la Liga de Naciones de la Concacaf. El 2 de junio se dio su debut en la derrota 2-0 de visita contra Panamá.
El 14 de junio de 2022, gozó de acción en los últimos once minutos en el partido donde su combinado selló la clasificación a la Copa Mundial tras vencer 1-0 a Nueva Zelanda, por la repesca intercontinental celebrada en el país anfitrión Catar.

## Estadísticas

### Clubes
| Club                       | País           | Año                |
| -------------------------- | -------------- | ------------------ |
| C. S. Cartaginés           | Costa Rica     | 2017 - 2022        |
| Colorado Rapids 2          | Estados Unidos | 2022 - 2023        |
| Liga Deportiva Alajuelense | Costa Rica     | 2023 (préstamo)    |
| Colorado Rapids            | Estados Unidos | 2024 - Actualmente |

### Selección
Actualizado al último partido jugado el 14 de junio de 2022.
| Costa Rica |                 |   |   |   |   |   |   |   |   |
| 2022 | 2               | 0 | 5 | 0 | — | — | 7 | 0 |   |
| Total selección | Total selección | 2 | 0 | 5 | 0 | — | — | 7 | 0 |
| (1) Incluye datos de la Liga de Naciones de la Concacaf (2022). (2) Incluye datos de la Eliminatoria de Concacaf para la Copa Mundial (2022). |                 |   |   |   |   |   |   |   |   |

## Palmarés

### Títulos nacionales
| Título                         | Club              | País       | Año  |
| ------------------------------ | ----------------- | ---------- | ---- |
| Primera División de Costa Rica | C. S. Cartaginés  | Costa Rica | 2022 |
| Torneo de Copa de Costa Rica   | L. D. Alajuelense | Costa Rica | 2023 |

### Títulos internacionales
| Título                           | Equipo            | Sede     | Año  |
| -------------------------------- | ----------------- | -------- | ---- |
| Copa Centroamericana de Concacaf | L. D. Alajuelense | Alajuela | 2023 |

### Distinciones individuales
| Distinción                                                                            | Año  |
| ------------------------------------------------------------------------------------- | ---- |
| Mejor jugador sub-20 de la Primera División de Costa Rica del Torneo de Apertura 2020 | 2021 |